# Ilhéu dos Mosteiros
O Ilhéu dos Mosteiros é um ilhéu do arquipélago de São Tomé e Príncipe, localizado junto à costa da ilha do Príncipe, no Golfo da Guiné, em África. Este ilhéu não é habitado.